# Tapirus haysii
Tapirus haysii, comúnmente denominado tapir de Hays, es una especie extinta de tapir que habitó en Estados Unidos desde comienzos hasta mediados del Pleistoceno (~2.5–1 Ma). Restos fósiles de dos juveniles de  Tapirus haysii fueron descubiertos en 1963 en el Condado de Hillsborough, Florida. Fue el segundo tapir más grande de Estados Unidos; siendo el primero Tapirus merriami.

## Taxonomía
Existen múltiples registros fósiles que indican la mayoría, sino todas, de las 5 especies de tapires del Pleistoceno aceptadas que se encuentran en América del Norte (T. californicus, T. haysii (= T. copei), T. lundeliusi, T. merriami, T. veroensis) puede pertenecer a la misma especie.T. californicus fue considerada como una subespecie de T. haysii por Merriam, T. californicus y T. veroensis son casi imposibles de distinguir morfológicamente y ocupan el mismo período de tiempo, estando separados solo por la ubicación, y T. haysii, T. veroensis, y T. lundeliusi ya se consideran tan estrechamente relacionados que ocupan el mismo subgénero (Helicotapirus). Además, pocos detalles distinguen a T. haysii y T. veroensis, excepto el tamaño, la fecha y el desgaste de los dientes; y los tamaños intermedios se superponen en gran medida con muchos especímenes asignados originalmente a una especie, y luego reasignados a otra.